# Фарзалиев, Юсуф Мамед Али оглы
Юсуф Мамед Али оглы Фарзалиев (азерб. Yusif Məmmədəli oğlu Fərzəliyev; 24 декабря 1925, Хубярлы, Джебраильский уезд — 2 мая 1979, Баку) — советский азербайджанский нефтяник, Герой Социалистического Труда (1960). Мастер нефти Азербайджанской ССР (1964).

## Биография
Родился 24 декабря 1925 года в селе Хубярлы Джебраильского уезда Азербайджанской ССР (ныне село в Джебраильском районе Азербайджана).
С 1944 года — помощник оператора, оператор, мастер, с 1954 года — начальник участка, заведующий промыслом нефтепромыслового управления «Орджоникидзенефть».
Юсуф Фарзалиев проявил себя на работе опытным и умелым нефтяником. Фарзалиев обладал богатым опытом, применял передовую практику и современные методы на производстве, изучал каждую мелкую деталь отрасли. Нефтяник заработал славу благодаря умению восстанавливать добычу нефти на бездействующих и нерабочих скважинах; например одна скважина № 216 после взаимодействий Фарзалиева начала давать ежедневно 14 тонн качественной нефти. Первые задания сверх плана нефтяник с коллективом участка выполнил в 1958 году, возобновив производство нефти на скважинах № 621 и № 652. По рационализаторскому предложению Фарзалиева, восстановление скважины номер № 621 не составило затрат, так как ее слесари отремонтировали из старых неиспользуемых деталей: в результате скважина начала давать прибыль, работая с дебитом 4,5 тонн нефти. Юсуф Фарзалиев стал инициатором движения автоматизации промышленности, по его предложению на его участке введены новые устройства, значительно помогающие нефтяникам в работе. В 1958 году коллектив участка под руководством Фарзалиева дал 1900 тонн нефти сверх плана, по итогам этого же года коэффициент полезного действия на участке был на 3,7 процентов выше ожидаемого, а себестоимость каждой тонны нефти упала на 3,1 процент. В 1958 году участок первым на промысле стал использовать такие методы, как раскол нефтяных пластов гидравлическим способом и укрепление скважины с помощью соляной кислоты и цемента.
Указом Президиума Верховного Совета СССР от 28 мая 1960 года за выдающиеся производственные успехи и проявленную инициативу в организации соревнования за звание бригад и ударников коммунистического труда Фарзалиеву Юсиф Мамед Али оглы присвоено звание Героя Социалистического Труда с вручением ордена Ленина и золотой медали «Серп и Молот».
Активно участвовал в общественной жизни Азербайджана. Член КПСС с 1956 года. Делегат XXIV съезда КПСС.
Скончался 2 мая 1979 года в городе Баку.